# Biserica luterană din Pitești
Biserica Luterană din Pitești a fost construită în secolul al XIX-lea de comunitatea luterano-evanghelică a Piteștiului. Este situată pe Bulevardul Republicii nr.88.